# Till Death Do Us Part (film 1911)
Till Death Do Us Part è un cortometraggio muto del 1911. Il nome del regista non viene riportato nei credit del film che, prodotto dalla Reliance Film Company, aveva come interpreti James Kirkwood, Marion Leonard.

## Trama
Affetto da cleptomania, Smith, che lavora come cameriere in un ristorante alla moda, non sa resistere alle tentazioni. Quando uno degli ospiti dimentica sbadatamente un rotolo di denaro, Smith mette quei soldi in tasca e quando l'ospite torna nega di averli mai visti. Il capo cameriere lo perquisisce, trova il denaro, lo restituisce al proprietario e licenzia Smith. Tristemente, Smith torna alla sua povera casa dove vive con la moglie e il figlioletto tirando avanti negli stenti a causa della sua cleptomania che non gli fa conservare a lungo qualsiasi lavoro. Sua moglie si precipita al ristorante, supplicando il capo cameriere a riassumere Smith, dandogli un'altra possibilità, ma lui non recede dalla sua decisione. I Randall, una ricca coppia che si trova lì, sente tutto e la signora Randall, commossa, cerca di convincere il marito a intercedere per Smith. Anche se con riluttanza, viene riassunto. Qualche giorno dopo, la signora Randall perde un vezzo di perle che viene trovato da Smith che non ha nessuna intenzione di restituirlo alla sua proprietaria e che, invece, si porta a casa. Randall, disgustato, decide di denunciare il cameriere mentre sua moglie assume come domestica la signora Smith per poterle dare un tetto. Il giorno del processo, la donna si precipita in tribunale con il figlio in braccio, supplicando Randall di fare cadere l'accusa. Sua moglie riesce a convincerlo ancora una volta e Smith viene lasciato libero. A casa dei Randall, dove si è recato per riprendere alcuni abiti della moglie, vede una custodia di gioielli sul tavolo e ruba un paio di orecchini. Sorpreso da Randall, viene cacciato via e, mogio mogio, se ne va insieme alla moglie fedele e martire di quel marito a cui è legata "finché morte non vi separi".

## Produzione
Il film fu prodotto dalla Reliance Film Company.

## Distribuzione
Distribuito dalla Motion Picture Distributors and Sales Company, il film - un cortometraggio in una bobina - uscì nelle sale statunitensi il 1º aprile 1911.